# Santa Ana (Guatemala)

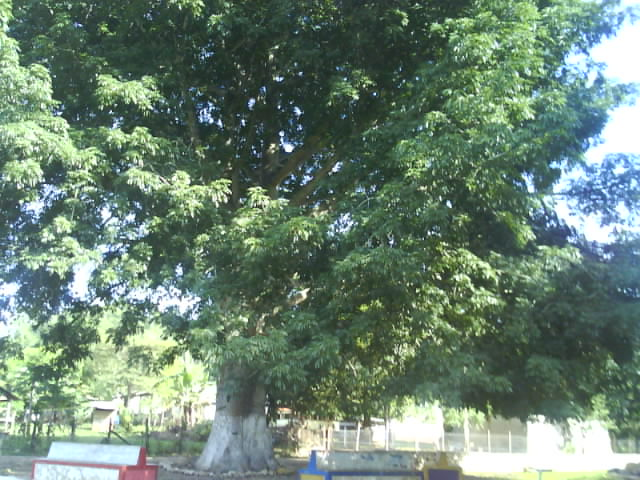
imagem do Parque de Purushila

Santa Ana é uma cidade da Guatemala do departamento de El Petén.